# Ињангани
Планина Ињангани је највиши врх у Зимбабвеу и диже се на 2.592 m надморске висине. Налази се 12 km југоисточно од градића Њанге у склопу источних планина које се протежу уз границу Мозамбика. Ова планина се углавном састоји од долеритних стена. На источној страни се налазе стрмине и провалије док су западне падине много блаже и погодне за пењање.